# Parafia Zmartwychwstania Pańskiego w Dublanach
Parafia Zmartwychwstania Pańskiego w Dublanach − parafia rzymskokatolicka znajdująca się w archidiecezji lwowskiej w dekanacie Sambor.
Parafia nie posiada własnego proboszcza i jest administrowana dojazdowo w parafii Sambor. Parafia nie posiada kościoła, tylko korzysta z kaplicy cmentarnej.